# Isola di Lulu
L'isola di Lulu (Lulu Island) fa parte dell'arcipelago Alessandro, nell'Alaska sud-orientale (Stati Uniti d'America). Amministrativamente appartiene alla Census Area di Prince of Wales-Hyder dell'Unorganized Borough. L'isola si trova all'interno della Tongass National Forest.

## Storia
L'isola venne nominata nel 1915 da Theodore Chapin della United States National Geodetic Survey in onore della sorella.

## Geografia
L'isola è posizionata tra l'isola di Noyes, a occidente tramite il canale di Saint Nicholas (Saint Nicholas Channel), l'isola di San Fernando (San Fernando Island) a oriente tramite il canale Portillo (Portillo Channel) e a sud l'isola di Baker (Baker Island) tramite il canale Port Real Marina.

### Masse d'acqua
Intorno all'isola sono presenti le seguenti masse d'acqua (da nord in senso orario):
- Canale di Portillo (Portillo Channel)[5] 55°29′35″N 133°25′29″W - Il canale divide a ovest l'isola di San Fernando (San Fernando Island) dall'isola di Lulu e collega il canale di Ursua con il golfo di Esquibel (Gulf of Esquibel) posto a nord dell'isola.
- Canale di Port Real Marina (Port Real Marina)[6] 55°25′23″N 133°31′10″W - Port Real Marina è un canale che separa l'isola di Baker (Baker Island) dall'isola di Lulu. A ovest è collegato con lo stretto di Siketi (Siketi Sound) tramite l'isola di Pigeon (Pigeon Ilsnad); a est è collegato con il canale di Ursula (Ursula Channel) tramite le isole di Santa Rita (Santa Rita Island) e St. Ignace (St. Ignace Island).
- Canale di Paloma (Paloma Pass)[7] 55°26′04″N 133°33′18″W - Il piccolo canale Paloma divide a sud l'isola di Lulu dall'isola di Rosa.
- Stretto di Siketi (Siketi Sound)[8] 55°24′57″N 133°37′54″W - Il canale si trova a sud dell'isola di Lulu tra l'isola di Cona (Cona Island) e l'isola di Baker (Baker Island).
- Canale di Saint Nicholas (Saint Nicholas Channel)[9] 55°29′46″N 133°34′52″W - Il canale divide l'isola Noyes (Noyes Island) dall'isola di Lulu.

### Promontori
Sull'isola sono presenti alcuni promontori (da nord in senso orario):
- Promontori sul canale di Portillo (Portillo Channel):
  - Promontorio di Santa Gertrudis (Point Santa Gertrudis)[10] 55°31′43″N 133°31′15″W - L'elevazione del promontorio è di 7 metri e si trova all'estremo nord dell'isola.
  - Promontorio di Delgada (Point Delgada)[11] 55°30′48″N 133°28′42″W - L'elevazione del promontorio è di 7 metri e si trova di fronte all'isola di Caracol (Caracol Island).
  - Promontorio di Saint Thomas (Point Saint Thomas)[12] 55°29′33″N 133°26′19″W - Il promontorio si trova di fronte all'isola di Arboles (Arboles Island).
  - Promontorio di Reef (Reef Point)[13] 55°27′46″N 133°25′37″W - Il promontorio, con una elevazione di 4 metri, si trova di fronte all'isola di Espada (Espada Island).
  - Promontorio di Arrecite (Arrecite Point)[14] 55°27′06″N 133°25′54″W - Il promontorio, con una elevazione di 6 metri, si trova di fronte all'isola di Arrecite (Arrecite Island).

- Promontori sul Canale di Saint Nicholas (Saint Nicholas Channel):
  - Promontorio di Saint Isidor (Point Saint Isidor)[15] 55°27′02″N 133°36′57″W - L'elevazione del promontorio è di 14 metri e si trova di fronte all'isola di Cona (Cona Island).
  - Promontorio di Marabilla (Point Marabilla)[16] 55°30′24″N 133°32′18″W - L'elevazione del promontorio è di 34 metri.

### Monti
Elenco dei monti presenti nell'isola:
| Nome del monte                | Quota (m s.l.m.) | Coordinate             |
| ----------------------------- | ---------------- | ---------------------- |
| Colle di Isidor (Isidor Hill) | 209              | 55°27′17″N 133°35′32″W |

Nota: il monte più alto dell'isola (503 metri) è senza nome.